# Physella mexicana
Physella mexicana är en snäckart som först beskrevs av Philippi 1841.  Physella mexicana ingår i släktet Physella och familjen blåssnäckor. Inga underarter finns listade i Catalogue of Life.